# America dopo
America dopo (Sorry, Haters) è un film del 2005 prodotto negli Stati Uniti e diretto da Jeff Stanzler.

## Trama
Nel bel mezzo delle ansie e delle paure dell'America post-11 settembre 2001, un tassista arabo fa amicizia con Phoebe, una donna divorziata che ha alcuni problemi di lavoro.